# ジュリアン・フォベール
ジュリアン・フォベール（Julien Faubert, 1983年8月1日 - ）は、フランス・セーヌ＝マリティーム県ル・アーヴル出身の元マルティニーク代表サッカー選手。以前はフランス代表でプレーしていた。現役時代のポジションはミッドフィールダー、ディフェンダー。アルジェリア、マルティニークにルーツをもつ。
TGVというニックネームが示す通りスピードが魅力のサイドの選手だが、ASカンヌの育成方針で中盤など複数のポジションでプレー可能。

## 経歴
2007年、ウェストハム・ユナイテッドFCに610万ユーロで移籍。しかしながら、すぐに親善試合でアキレス腱を断裂するという大きな怪我を負い、プレミアリーグデビューは翌年1月まで持ち越された。
2009年1月、レアル・マドリードに移籍金150万ユーロでレンタル移籍した。しかし公式戦では1試合に後半途中から出場しただけだった。
エラズースポルでの半年間のプレーを経て、2013年1月31日にFCジロンダン・ボルドーへ復帰。2014-15シーズンを終えるとフリーとなったが、2016年2月26日にスコティッシュ・プレミアシップのキルマーノックFCとシーズン終了までの契約を交わした。2017年1月17日、フィンランドのFCインテル・トゥルクへ1年契約で移籍した。

## 代表歴
2006年8月9日ドイツワールドカップ後の初戦となるボスニア・ヘルツェゴビナ代表戦でフランス代表で「10」を背負いデビューし、初得点を記録。
U-21フランス代表として2006年にUEFA U-21欧州選手権に出場した。
2014年10月からはFIFA未加盟のマルティニーク代表でプレーしており、カリビアンカップ2014予選のキュラソー戦で初出場し、初得点を記録。グアドループ戦とセントビンセント・グレナディーン戦でも2ゴールを挙げた。

## タイトル
ボルドー
- クープ・ドゥ・ラ・リーグ : 2007

レアル・マドリード
- コパ・デル・レイ : 2009